# Saint-Sulpice, Nièvre
Saint-Sulpice este o comună în departamentul Nièvre din centrul Franței. În 2009 avea o populație de 460 de locuitori.

## Evoluția populației
| An        | 1975 | 1982 | 1990 | 1999 | 2006 | 2009 |
| --------- | ---- | ---- | ---- | ---- | ---- | ---- |
| Populație | 330  | 338  | 407  | 433  | 469  | 460  |